# Condado de Fayette (Illinois)
O Condado de Fayette é um dos 102 condados do Estado americano de Illinois. A sede do condado é Vandalia, e sua maior cidade é Vandalia. O condado possui uma área de 1 879 km² (dos quais 23 km² estão cobertos por água), uma população de 21 802 habitantes, e uma densidade populacional de 12 hab/km² (segundo o censo nacional de 2000). O condado foi fundado em 14 de fevereiro de 1821.